# Nanda Roep
Nanda Roep (Utrecht, 9 september 1971) is een Nederlandse schrijfster van kinderboeken en romans, en daarnaast uitgeefster. Ze heeft ook tijdelijk gewerkt als presentatrice en zangeres van kinderliedjes. 

## Biografie
Nanda Roep volgde een opleiding aan de School voor Journalistiek in Utrecht. In juni 1996 verscheen haar eerste kinderboek bij uitgeverij Leopold. Hier begon ze in 2002 met de kinderserie Plaza Patatta. Sinds 1996 schreef Nanda Roep zo'n honderd kinderboeken voor kinderen in de leeftijd van 2 tot 15 jaar. 
In 2008 verscheen haar eerste roman voor volwassenen, waarna meer titels volgden. Eerst bij gevestigde uitgevers, maar later bij haar eigen uitgeverij. Het gaat om literaire feelgood; fijne romans met inhoud en een blik op de maatschappij.
Als liedjesschrijver werkte ze voor onder meer Kinderen voor Kinderen. Als televisiemaker werkte ze voor KRO Kindertijd. De televisieserie Mijn eigen boek, waarin kleuters zo veel mogelijk hun eigen verhaal maken, werd door haarzelf gepresenteerd.
In 2010 richtte ze haar eigen "Uitgeverij Nanda" op. Via deze uitgeverij wordt de serie Plaza Patatta uitgegeven. Daarnaast vinden ook andere auteurs, zoals Silvester Zwaneveld, onderdak bij de uitgeverij. Uitgeverij Nanda heeft als imprint uitgeverij Adnan. Hier kunnen particulieren en organisaties hun boekpublicaties laten verzorgen door Nanda Roep.
In het verleden was Roep werkzaam als literair journalist voor Trouw en hoofdredacteur van Tijdschrift Schrijven (nu Schrijven Magazine). Ze werkte van 1995 tot 1999 als freelancer bij weekblad Viva. Tussen 2017-2021 schreef ze een wekelijkse column in het "Apeldoorns Stadsblad" over haar leven als import-Apeldoorner. 
Samen met cabaretier Silvester Zwaneveld heeft ze twee kinderen en ze wonen in Apeldoorn.

### Romans (2008 - heden)
- 2008: Twijfelgeval Eva
- 2010: Bitter en glamour
- 2014: Van familie moet je het hebben en kan je het krijgen ook
- 2015: Dik, druk en dronken
- 2017: Sable
- 2020: Leugens in de lente
- 2022: Het hoogste woord

### Kinderboeken (1996 - heden)
- Het grote geheim van Plaza Patatta
- Spannend spel met Plaza Patatta
- Plaza Patatta: Een geheim luik
- Plaza Patatta: De verdwenen jongen
- Plaza Patatta: De gesloten kamer
- Plaza Patatta: Een giftige indringer
- Plaza Patatta: Help, wie klopt daar?!
- Plaza Patatta: Stille nacht, angstige nacht
- Plaza Patatta: De geheimzinnige ober
- Plaza Patatta: De theatergek
- Plaza Patatta: Paniek in Parijs
- Plaza Patatta: Luna's flopfeest
- Plaza Patatta: Een fantastische verjaardag
- Plaza Patatta: Paardengevaar
- Plaza Patatta: De Vlugge Vlogger
- Plaza Patatta: De Bevrijding van Biesland (WOII)
- Mevrouw Triktrak in de wolken
- Luna's schoolramp
- Heksenliefde
- De Serieknokker/Spanning in Amerika
- Thomas en Taleesa, het verhaal van je leven
- Tanja en de jongens
- Roddels over Tanja
- Tanja viert feest
- Tanja's song
- Tanja is verliefd
- Mijn sterke papa
- Ik ben aap
- Voor de eerste keer
- Broodje patat
- Prinses Jara en ridder Misha
- Tinatopper: Chanelle's geheim
- Tinatopper: Chanelle's kerstfeest
- Tinatopper: Chanelle's verrassing
- Wil je met mij
- Missie in lelijkland
- The winner
- Getsie Gertje
- Dag Dirk
- Donderkont en Ragebol
- Het monsterfeest
- Wie vangt Joukje?
- Marlis stinkt naar ...
- Mmm, lekker
- Kusje
- De prinses van de kerst
- Een fortuin in de tuin
- Gekke mama
- Een lief, klein, schattig danseresje
- Chatgrlz: Chatgrlz en boys
- Chatgrlz: chatgrlz party
- Chatgrlz: Isa vraagt verkering
- Chatgrlz: Vriendinnen voor Isa
- Koningsland

## Tv-programma's
- Mijn eigen boek (presentatie en concept)
- Het monstertje onder het bed (producent en uitvoering)
- Professor Tijmen (producent)

## Kindermuziek
2008: Plaza Patatta
2010: Schrijfster van BeRoep
2012: Boekenliedjes (4+)
2023: WinterWonderKerst (4+)
2024: De Lettershow